# 358 a. C.
El año 358 a. C. fue un año del calendario romano prejuliano. En el Imperio romano se conocía como el Año del Consulado de Ambusto y Próculo (o menos frecuentemente, año 394 Ab urbe condita). 

## Acontecimientos

### Grecia
- Alejandro de Feras, Déspota de Feras en Tesalia es asesinado por el hermano de su esposa a instigación de ella.
- Cersobleptes, junto con sus hermanos, Perisades y Amádoco I, hereda los dominios del rey de Tracia, Cotis I, después de su asesinato. Sin embargo, el gobierno general de los asuntos tracios es asumido por el aventurero de Eubea, Caridemo, que está relacionado por matrimonio con la familia real, y que tiene un papel destacado a la hora de asegurar las negociaciones con Atenas por la posesión del Quersoneso tracio.
- Filipo II de Macedonia invade a las tribus de las colinas de Peonia y las derrota decisivamente. Establece su autoridad tierra adentro llegando al lago Ohrid. Derrota también al rey Bardilis I de los dardanios.
- Muerte de Bardilis I de los dardanios a causa del enfrentamiento contra Filipo II de Macedonia.[1]

### Imperio Persa
- Artajerjes III "Oco" sucede a Artajerjes II como Rey de Persia y restaura la autoridad central sobre los sátrapas del Imperio Persa. Para asegurar su trono asesina a la mayor parte de sus parientes.

### República Romana
- Los romanos derrotan a los volscos, se anexionan la mayor parte de su territorio, y asientan colonos romanos. Los romanos también fuerzan a la Liga Latina a renovar su estrecha alianza con Roma, una alianza que se había debilitado tras la derrota de Roma a manos de los galos en 390 a. C.

## Nacimientos
- Seleuco I Nicátor, oficial macedonio de Alejandro Magno y fundador de la dinastía seléucida (falleció en 281 a. C.)

## Fallecimientos
- Agesilao II, rey de Esparta (n. 444 a. C.)
- Alejandro de Feras, déspota de Feres en Tesalia, Grecia
- Artajerjes II, rey de Persia (nacido hacia 436 a. C.)
- Bardilis I, rey ilirio (muerto en batalla por Filipo de Macedonia)
- Cotis I, rey de Tracia